# Yorkletts
Yorkletts – wieś w Anglii, w hrabstwie Kent, w dystrykcie Canterbury. Leży 9 km na północny zachód od miasta Canterbury i 81 km na wschód od centrum Londynu.
Miejscowość liczy 290 mieszkańców.